# Albert Köhler (Mediziner)

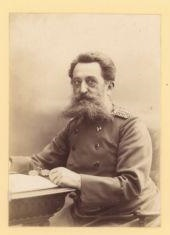
Albert Köhler

Albert Köhler (* 29. Oktober 1850 in Zellerfeld; † 5. Dezember 1936 in Berlin) war ein deutscher Sanitätsoffizier und Hochschullehrer.

## Leben
Als Sohn des Harzer Bergfaktors Wilhelm Köhler studierte Köhler ab 1869 Medizin an der Pépinière. 1870 wurde er Mitglied, später Ehrenmitglied des Pépinière-Corps Suevo-Borussia.  1873 wurde er zum Dr. med. promoviert. An der Albertus-Universität Königsberg folgte 1885 die Promotion zum Dr. phil. Während seiner Tätigkeit an der Pépinière war er von Mai 1884 bis September 1893 an die Chirurgische Klinik der Charité abkommandiert. Seit 1892 a.o. Professor, wurde er am 1. Dezember 1895 dirigierender Arzt der Charité. Er widmete sich der Kriegschirurgie, der Allgemeinen Chirurgie und der Unfallchirurgie. Am 25. Oktober 1904 wurde er o. Professor der Kaiser-Wilhelm-Akademie für das militärärztliche Bildungswesen, wie die Pépinière seit 1895 hieß. Als Stabsarzt publizierte er 1889 in einem Jahr vier Arbeiten. Anfang der 1890er Jahre verfasste er die Veröffentlichungen aus dem Gebiete des Militär-Sanitätswesens und das Handbuch zur Geschichte des Militär-Medizinalwesens und der Kriegschirurgie. Jahrelang besorgte er den chirurgischen Teil der Charité-Annalen. Später wandte er sich historischen Themen zu, zum Beispiel der Geschichte des Schießpulvers und der Geschütze. Er war Corpsschleifenträger des KWA-Corps Franconia und  Mitglied der Berliner Johannisloge Zur Eintracht.